# Университеты Монголии

## Монгольский государственный университет
Монгольский государственный университет был создан в 1942 году. Первоначально Монгольский государственный университет имел только 3 факультета. В 1958 году факультет зоологии и ветеринарии стал самостоятельным учебным заведением под названием Аграрный университет Монголии. В 1961 году медицинский факультет стал Медицинским университетом Монголии. В 1969 году факультет техники и технологии стал Политехническим институтом Монголии. В 1979 году был создан факультет гуманитарных и социальных наук.
Монгольский государственный университет играет ключевую роль в подготовке профессиональных кадров страны. Имеет 12 факультетов. Число студентов — 10,5 тыс.

## Университет науки и технологии (Улан-Батор)
В 1969 году был создан Политехнический институт в столице Монголии. До этого это учебное заведение входил в состав Монгольского государственного университета. С момента создания институт сразу открыл несколько факультетов, таких как факультет архитектуры, факультет энергетики, факультет геологии и инженерный факультет. В 1990 году по решению правительства Монголии институт переименовали. Университет имеет 15 факультетов и 21 тыс. студентов.

## Медицинский университет Монголии
Медицинский университет был открыт в 1961 году. До этого будущих медиков подготовили на медицинском факультете Монгольского государственного университета. Медицинский университет имеет следующие факультеты:
- факультет традиционной медицины;
- факультет стоматологии;
- факультет социального здоровья;
- факультет биологической медицины;
- факультет фарматоциологии;
- факультет медсестёр.

Общее число учащихся — 4700.

## Монгольский институт производства и торговли
Учебное заведение Монголии было открыто в 1924 году как временная школа торговли. Институт обучает будущих специалистов в области экономики и бизнеса. Число студентов — 2500.

## Монгольский государственный университет образования
Данное учебное заведение было основано в 1951 году как Педагогический институт Монголии. Первоначально было открыто 4 факультета. В 2004 году Педагогический институт был переименован в «Монгольский университет Образования». Здесь готовят будущих учителей средних школ. Число студентов — 6900.

## Монгольский международный университет
Монгольский международный университет является частным высшим учебным заведением и находится в Улан-Баторе. Университет был основан в 2002 году и имеет 100 % иностранное участие при поддержке правительства Монголии. Все обучение проводится только на английском языке. Монгольский международный университет осуществляет подготовку бакалавров по пяти специальностям — «Международный бизнес и менеджмент» (IM), «Информационные технологии» (IT), «Биотехнологии» (BT), «Английский язык» (EE), «Мода и дизайн» (FD). Кроме того, для студентов открыт один магистерский курс — «Обучение английскому языку иностранцев» (Teaching English to speakers of other languages, TESOL).